# EvoL
EvoL (hangeul: 이블) était un girl group sud-coréen composé de cinq membres, créé par Cho PD sous le label Stardom Entertainment. Elles ont sorti leur premier EP et vidéoclip pour la chanson "우린 좀 달라 (We Are A Bit Different)" le 10 août 2012. Elles ont fait leur retour avec leur deuxième EP The Second EvoLution en mars 2013, avec la chanson "Get Up". En août 2015, le groupe se sépare officieusement, après les départs de Yull, Hayana et J-Da.

## Histoire

### Prédébuts
En mars 2012, Cho PD a annoncé la future création d'un girl group. Bien qu'elles devaient initialement débuter en avril par le biais d'une émission, leurs débuts ont été programmés pour août 2012. Le groupe a créé beaucoup d'intérêt avant de débuter, à la fois des fans coréens et internationaux. Le groupe a connu des changements de membres avant que la composition finale ne soit annoncée. Les actuelles membres Say et J-Da ont été aperçues dans le vidéoclip "NalinA" de leurs camarades de label Block B, aux côtés de deux ex-membres du groupe, Song Kwanghee et Lee Dasom, la dernière étant une ex-membre du girl group Tahiti. Jucy était une rappeuse underground connue sous le nom de "Juni.J", et a sorti quelques morceaux de sa propre composition. Le 12 juillet 2012, le premier teaser audio de EvoL sort, suivi par une série de teasers audio et vidéo dévoilant des bouts de chansons de leur EP.

### 2012: Débuts etWe Are A Bit Different
Le 10 août 2012, le groupe sort leur EP "폭파해줘! (Let Me Explode!)" et un vidéoclip pour le single "우린 좀 달라 (We Are A Bit Different)". L'album se compose de cinq pistes et est disponible en CD et en version numérique téléchargeable. Le 16 août 2012, EvoL fait ses débuts sur scène en interprétant leur single "우린 좀 달라 (We Are A Bit Different)" au M! Countdown.

### Depuis 2013:Second Evolution,Show Me the Money, départs et séparation
Le 13 décembre 2012, Say a tweeté une photo d'elle avec les autres membres avec la légende: "It's New EVOL! 보고싶어 많이많이 Guyz how do u do~we miss u so so much..Thanks 4 waiting us. We'll meet u r expectation soon".
Le 6 mars 2013, EvoL a annoncé leur retour officiel, fixé pour le 18 mars. Stardom Entertainment a aussi sorti deux images teaser de la leader Say et de la chanteuse principale Hayana. Après avoir sorti ces images, EvoL a révélé les photos concept de J-DA, Yull et Jucy. EvoL a ensuite sorti plusieurs pistes de leur deuxième EP ‘Second Evolution’ le 18 mars à 12h, avec la sortie numérique de l'album le 19 mars. Sa sortie physique était fixée pour le 20 mars. EvoL a montré sa chorégraphie “crab dance” dans le vidéoclip de la chanson-titre “Get Up“ et ont sorti un vidéoclip teaser de 30 secondes de J-DA chevauchant un taureau mécanique.
Au cours de l'été 2013, Jucy a sorti une mixtape, et en mai 2015, elle rejoint le casting de Show Me the Money (saisons 2 et 4), mais a été éliminée très tôt de la compétition,,.
Durant l'été 2015, des rumeurs ont commencé sur le fait que le contrat de Say avec Stardom avait expiré et qu'elle avait quitté EvoL tout en restant avec Stardom Entertainment, et redébuterait en tant qu'artiste solo. Cho PD et Stardom Entertainment n'ont jamais donné de réponse officielle à ces rumeurs, qui ont été propagées en ligne par les fans. Say a plus tard débuté un projet solo sous le nom "$aay Choreography". En août 2015, il a été révélé que les contrats de Yull, Hayana et J-Da avaient expiré sans qu'elles le sachent lors de la fusion de Stardom avec Hunus Entertainment, ce qui a entraîné la séparation du groupe.
En 2017, après la dissolution, Say se lance dans une carrière solo et devient SAAY.

## Dernière composition connue
Membres lors de la séparation
| Nom de scène | Nom de scène | Nom de naissance | Nom de naissance | Date de naissance | Position                                          |
| Romanisé     | Hangeul      | Romanisé         | Hangeul          | Date de naissance | Position                                          |
| ------------ | ------------ | ---------------- | ---------------- | ----------------- | ------------------------------------------------- |
| Jucy         | 쥬시         | Kim Junhee       | 김준희           | 24 avril 1992     | Rappeuse principale                               |
| Say          | 세이         | Kwon Sohee       | 권소희           | 13 avril 1993     | Leader, chanteuse principale, danseuse principale |

Ex-membres
| Nom de scène | Nom de scène | Nom de naissance | Nom de naissance | Date de naissance | Position                                  |
| Romanisé     | Hangeul      | Romanisé         | Hangeul          | Date de naissance | Position                                  |
| ------------ | ------------ | ---------------- | ---------------- | ----------------- | ----------------------------------------- |
| Yull         | 율           | Im Yu-ri         | 임유리           | 16 mars 1992      | Chanteuse principale                      |
| Hayana       | 하야나       | Christine Yoon   | 크리스틴 윤      | 11 octobre 1993   | Chanteuse principale, danseuse principale |
| J-Da         | 제이다       | Kim Yeonju       | 김연주           | 11 janvier 1994   | Rappeuse principale, chanteuse            |

## Discographie

### Extended plays
| Année | Informations sur l'album | Meilleure position | Liste des pistes                                                                                              | Ventes        |
| Année | Informations sur l'album | COR                | Liste des pistes                                                                                              | Ventes        |
| ----- | --- | ------------------ | --- | ------------- |
| 2012  | 폭파해줘! (Let Me Explode!) - Date de sortie: 10 août 2012 - Langue: Coréen - Durée: 18:21 - Label: Stardom Entertainment - Format: CD, téléchargement | 20                 | 1. 폭파해줘 (Let Me Explode) 2. I'm Sorry 3. Magnet 4. 우린 좀 달라 (We Are A Bit Different) 5. 1. 2. 3. 4. 5 | - COR: 1,597+ |
| 2013  | Second Evolution - Date de sortie: 19 mars 2013 - Langue: Coréen - Durée: 18:48 - Label: Stardom Entertainment - Format: CD, téléchargement            | 12                 | 1. Get up 2. LOVE 3. Magnet 4. I'm Sorry 5. Get Up (White Dress Remix) 6. Get Up (Instrumental)               | - COR: 1,428+ |

### Vidéoclips
| Année | Titre                                 | Durée |
| ----- | ------------------------------------- | ----- |
| 2012  | 우린 좀 달라 (We Are A Bit Different) | 3:43  |
| 2013  | Get Up                                | 2:49  |